# Drepanosticta berinchangensis
Drepanosticta berinchangensis is een libellensoort uit de familie van de Platystictidae, onderorde juffers (Zygoptera).
De wetenschappelijke naam van de soort is voor het eerst geldig gepubliceerd in 1994 door Kemp.